# Neuseeländische Cricket-Nationalmannschaft in Australien in der Saison 2007/08
Die Tour der neuseeländischen Cricket-Nationalmannschaft nach Australien in der Saison 2007/08 fand vom 11. bis zum 20. Dezember 2007 statt. Die internationale Cricket-Tour war Bestandteil der Internationalen Cricket-Saison 2007/08 und umfasste drei ODIs und ein Twenty20. Australien gewann die ODI-Serie 2–0 und die Twenty20-Serie 1–0.

## Vorgeschichte
Australien bestritt zuvor eine Tour gegen Sri Lanka, Neuseeland in Südafrika. Das letzte Aufeinandertreffen der beiden Mannschaften bei einer Tour fand in der Saison 2006/07 in Neuseeland statt.

## Stadien
Für die Tour wurden folgende Stadien als Austragungsorte vorgesehen und am 19. April 2007 bekanntgegeben.
| Stadion               | Stadt    | Kapazität | Spiele         |
| --------------------- | -------- | --------- | -------------- |
| Adelaide Oval         | Adelaide | 53.583    | 1. ODI; 1. T20 |
| Bellerive Oval        | Hobart   | 20.000    | 3. ODI         |
| Sydney Cricket Ground | Sydney   | 48.000    | 2. ODI         |

## Kaderlisten
Australien benannte seinen Kader am 6. Dezember 2007.
| ODI | ODI | Twenty20 | Twenty20 |
| Australien | Neuseeland | Australien | Neuseeland |
| --- | --- | --- | --- |
| - Ricky Ponting (K) - Nathan Bracken - Michael Clarke - Adam Gilchrist (WK) - Brad Haddin - Matthew Hayden - Brad Hogg - James Hopes - Michael Hussey - Mitchell Johnson - Brett Lee - Andrew Symonds - Shaun Tait | - Daniel Vettori (K) - Craig Cumming - Mark Gillespie - Jamie How - Chris Martin - Michael Mason - Brendon McCullum (WK) - Kyle Mills - Jacob Oram - Jeetan Patel - Mathew Sinclair - Scott Styris - Ross Taylor - Lou Vincent | - Michael Clarke (K) - Nathan Bracken - Stuart Clark - Adam Gilchrist (wk) - Brad Hodge - Michael Hussey - Mitchell Johnson - Brett Lee - Ashley Noffke - Luke Pomersbach - Andrew Symonds - Shaun Tait - Adam Voges | - Daniel Vettori (K) - Craig Cumming - Mark Gillespie - Jamie How - Chris Martin - Michael Mason - Brendon McCullum (wk) - Kyle Mills - Jacob Oram - Jeetan Patel - Mathew Sinclair - Scott Styris - Ross Taylor - Lou Vincent |

## Tour Matches
| 7. Dezember Scorecard | Perth | CA Chairman’s XI 285 (47)           | – | New Zealanders 278-9 (50) |
|                       |       | CA Chairman’s XI gewinnt mit 7 Runs |   |                           |

## Twenty20 International in Perth
| 11. Dezember Scorecard | Perth | Australien 186-6 (20)          | – | Neuseeland 132 (18.3) |
|                        |       | Australien gewinnt mit 54 Runs |   |                       |

## One-Day Internationals

### Erstes ODI in Adelaide
| 14. Dezember Scorecard | Adelaide | Neuseeland 254-7 (50)            | – | Australien 255-3 (42.3) |
|                        |          | Australien gewinnt mit 7 Wickets |   |                         |

### Zweites ODI in Sydney
| 16. Dezember Scorecard | Sydney | Neuseeland 30-3 (6) | – | Australien |
|                        |        | No Result           |   |            |

### Drittes ODI in Hobart
| 20. Dezember Scorecard | Hobart | Australien 282-6 (50)           | – | Neuseeland 168 (34) |
|                        |        | Australien gewinnt mit 114 Runs |   |                     |

## Statistiken
Die folgenden Cricketstatistiken wurden bei dieser Tour erzielt.
| ODIs             | ODIs       | ODIs    | ODIs    | ODIs    | ODIs    | ODIs    | ODIs    | ODIs    |
| Batting          | Batting    | Batting | Batting | Batting | Batting | Batting | Batting | Batting |
| Spieler          | Mannschaft | Spiele  | Innings | Runs    | Average | HS      | 100s    | 50s     |
| ---------------- | ---------- | ------- | ------- | ------- | ------- | ------- | ------- | ------- |
| Ricky Ponting    | Australien | 3       | 2       | 241     |         | 134*    | 2       | 0       |
| Brendon McCullum | Neuseeland | 3       | 3       | 107     | 35,66   | 96      | 0       | 1       |
| Scott Styris     | Neuseeland | 3       | 3       | 92      | 46,00   | 75      | 0       | 1       |
| Andrew Symonds   | Australien | 3       | 2       | 80      | 80,00   | 52      | 0       | 1       |
| Ross Taylor      | Neuseeland | 3       | 3       | 68      | 34,00   | 50      | 0       | 1       |
| Bowling          |            |         |         |         |         |         |         |         |
| Spieler          | Mannschaft | Spiele  | Overs   | Wickets | Average | BBI     | 5W      | 10W     |
| Brett Lee        | Australien | 3       | 22      | 7       | 15,28   | 3/47    | 0       | 0       |
| Shaun Tait       | Australien | 3       | 18      | 5       | 17,80   | 3/59    | 0       | 0       |
| Brad Hogg        | Australien | 3       | 16      | 4       | 24,50   | 3/49    | 0       | 0       |
| James Hopes      | Australien | 3       | 16      | 3       | 19,00   | 2/17    | 0       | 0       |
| Kyle Mills       | Neuseeland | 3       | 20      | 3       | 42,33   | 2/68    | 0       | 0       |

| Twenty20         | Twenty20   | Twenty20 | Twenty20 | Twenty20 | Twenty20 | Twenty20 | Twenty20 | Twenty20 |
| Batting          | Batting    | Batting  | Batting  | Batting  | Batting  | Batting  | Batting  | Batting  |
| Spieler          | Mannschaft | Spiele   | Innings  | Runs     | Average  | HS       | 100s     | 50s      |
| ---------------- | ---------- | -------- | -------- | -------- | -------- | -------- | -------- | -------- |
| Andrew Symonds   | Australien | 1        | 1        | 85       |          | 85*      | 0        | 1        |
| Jacob Oram       | Neuseeland | 1        | 1        | 66       |          | 66*      | 0        | 1        |
| Michael Clarke   | Australien | 1        | 1        | 33       | 33,00    | 33       | 0        | 0        |
| Adam Voges       | Australien | 1        | 1        | 26       | 26,00    | 26       | 0        | 0        |
| Michael Hussey   | Australien | 1        | 1        | 22       | 22,00    | 22       | 0        | 0        |
| Bowling          |            |          |          |          |          |          |          |          |
| Spieler          | Mannschaft | Spiele   | Overs    | Wickets  | Average  | BBI      | 5W       | 10W      |
| Ashley Noffke    | Australien | 1        | 3.3      | 3        | 6,00     | 3/18     | 0        | 0        |
| Brett Lee        | Australien | 1        | 4        | 2        | 8,50     | 2/17     | 0        | 0        |
| Mitchell Johnson | Australien | 1        | 3        | 2        | 9,50     | 2/19     | 0        | 0        |
| Shaun Tait       | Australien | 1        | 4        | 2        | 11,00    | 2/22     | 0        | 0        |
| Mark Gillespie   | Neuseeland | 1        | 4        | 2        | 19,50    | 2/39     | 0        | 0        |
| Jeetan Patel     | Neuseeland | 1        | 4        | 2        | 20,00    | 2/40     | 0        | 0        |

## Player of the Series
Als Player of the Series wurden die folgenden Spieler ausgezeichnet.
| Serie | Player of the Series |
| ----- | -------------------- |
| ODI   | Ricky Ponting        |

### Player of the Match
Als Player of the Match wurden die folgenden Spieler ausgezeichnet.
| Spiel  | Player of the Match |
| ------ | ------------------- |
| 1. T20 | Andrew Symonds      |
| 1. ODI | Ricky Ponting       |
| 3. ODI | Ricky Ponting       |